# Ольшанка (Сахалинская область)
Ольша́нка — село в Углегорском муниципальном районе Сахалинской области России. Входит в состав Углегорского городского поселения.

## География
Село находится на берегу реки Орловка, на расстоянии 27 км от города Углегорск, административного центра района.

## История
До 1945 года принадлежало японскому губернаторству Карафуто и называлось Усиро (яп. 鵜城). Переименовано 15 октября 1947 года. Село расположено в долине, где произрастает много ольхи, что и отразилось в новом названии.

## Население
| 2002 | 2010 | 2013 | 2021 |
| ---- | ---- | ---- | ---- |
| 180  | ↘129 | ↘113 | ↘79  |

### Половой состав
Согласно результатам переписи 2002 года, в селе проживало 180 человек (94 мужчины и 86 женщин).

### Национальный состав
Согласно результатам переписи 2002 года, в национальной структуре населения русские составляли 75 % из 180 чел.

## Улицы
- ул. Лесная,
- ул. Полевая,
- ул. Центральная.